# Boarmia adamata
Boarmia adamata là một loài bướm đêm trong họ Geometridae.